# 3027 Shavarsh
3027 Shavarsh este un asteroid din centura principală, descoperit pe 8 august 1978 de Nikolai Cernîh.